# Maccabi Bukarest
Maccabi Bukarest war ein rumänischer Sportverein aus Bukarest. Er ist einer der Vorgängervereine von Dinamo Bukarest und spielte zwei Jahre in der höchsten rumänischen Fußballliga, der Divizia A.

## Geschichte
Maccabi Bukarest wurde im Jahr 1919 von einem jüdischen Geschäftsmann gegründet. Im Jahr 1925 kam eine Frauen-Feldhandball-Abteilung hinzu.
Die Fußballabteilung von Maccabi nahm zwar regelmäßig an den Spielen um die rumänische Fußballmeisterschaft teil, konnte sich in der Region Bukarest aufgrund der großen Konkurrenz aber nie für die Endrunde qualifizieren. Aus dem gleichen Grund gehörte Maccabi im Jahr 1932 auch nicht zu den Gründungsmitgliedern der Divizia A. Als aber zwei Jahre später die Divizia B aus der Taufe gehoben wurde, war der Verein dabei. Im Jahr 1935 feierte der Verein dann seine größten Erfolge. Neben dem ersten Platz seiner Staffel der Divizia B (in der Aufstiegsrunde ist Maccabi allerdings gescheitert) gewann Maccabi das Fußballturnier der Maccabiade 1935 in Tel Aviv.
Auch in den Folgejahren kämpfe Maccabi um den Aufstieg in die höchste Spielklasse, bis diese Anstrengungen im Jahr 1940 jäh beendet wurden. Im Zuge des sich auch in Rumänien verstärkenden und von offizieller Seite unterstützten Antisemitismus wurde der Verein aus den offiziellen Meisterschaften ausgeschlossen.
Nach dem Ende des Zweiten Weltkrieges formierte sich der Verein neu und durfte nach der Fusion mit einem Lokalrivalen unter dem Namen Ciocanul Bukarest in der Saison 1946/47 in der Divizia A starten. Nach erfolgreichem Klassenerhalt fusionierte der Verein im Mai 1948 – kurz vor Ende der Saison 1947/48 – mit dem Ligakonkurrenten Unirea Tricolor Bukarest zum neuen Fußballverein des rumänischen Innenministeriums, Dinamo Bukarest.

## Erfolge
- Sieger der Maccabiade: 1935

## Trainer
- Béla Guttmann (1946)

## Spieler
- Alexandru Negrescu
- Angelo Niculescu
- Samuel Zauber